# 本東信
本東 信（ほんとう しん、1958年9月24日 - 2021年4月28日 ）は、日本の国土交通官僚。国土交通省大臣官房総括審議官や、国土交通省国土政策局長を経て、公益財団法人不動産流通推進センター副理事長、ＫＤＤＩ監査役。

## 人物・経歴
広島県呉市出身。1978年広島大学附属高等学校卒業。1982年東京大学法学部卒業、建設省入省。国土庁大都市圏整備局計画課大深度地下利用企画室長、国土交通省中央建設工事紛争審査会事務局紛争調整官、国土交通省住宅局住宅総合整備課長、国土交通省関東地方整備局総務部長、国土交通省住宅局総務課長等を経て、2012年国土交通省大臣官房審議官。2014年国土交通省大臣官房総括審議官。同年7月8日から国土交通省国土政策局長として、地域創生を進めるなどした。2016年6月21日に退官し、公益財団法人不動産流通推進センター副理事長。